# Literatură în esperanto

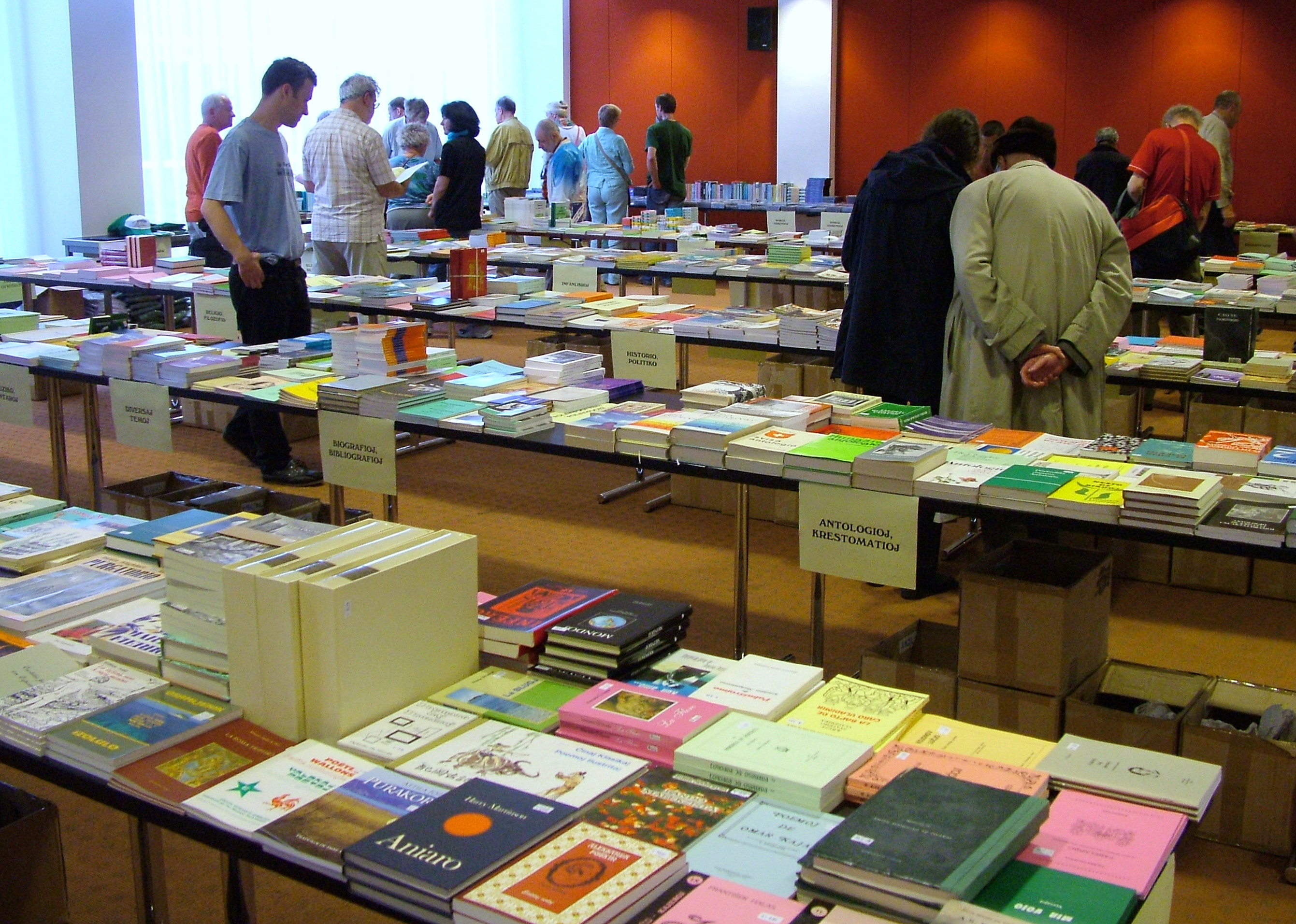
Carti in Esperanto,la Congresul Universal de Esperanto 2008

În comparație cu literaturile naționale, literatura originală de limba esperanto are o istorie mult mai scurtă (primul manual de esperanto a apărut în 1887). Totuși în cei peste o sută de ani scurși de la lansarea limbii esperanto, în această limbă au fost create capodopere, care, dacă ar fi fost scrise într-o limbă etnică, s-ar fi bucurat de un succes mult mai mare.
Lista de mai jos, desigur incompletă, conține doar câteva nume de autori de limba esperanto. Adăugiri și corecturi sunt binevenite.
- William Auld (scoțian; 1926-2006) – poet, eseist, traducător; propus de mai multe ori pentru Premiul Nobel pentru literatură.
- Gyula Baghy (maghiar; 1891-1967) – poet, prozator.
- Julius Balbin (evreu, născut în Polonia; 1917-2006) – poet, eseist.
- Louis Beaucaire (francez; 1925-1983) – prozator.
- Ulrich Becker (german; n. 1958) – poet, prozator.
- Gerrit Berveling (olandez; n. 1944) – poet, eseist, traducător.
- Lucija Borčić (croată; 1921-2015) – poetă, traducătoare.
- Marjorie Boulton (englezoaică; 1924-2017) – poetă, eseistă.
- Mihail Bronstein (evreu, născut în Uniunea Sovietică; n. 1949) – poet, prozator, compozitor, cântăreț.
- Hindrik Jan Bulthuis (olandez; 1865-1945) – prozator, traducător.
- Jorge Camacho (spaniol; n. 1966) – prozator, poet, traducător, pamfletist.
- Timothy Brian Carr (englez; n. 1943) – poet.
- Clelia Conterno Guglielminetti (italiancă; 1915-1984) – poetă.
- Edwin de Kock (sud-african; 1930-2022) – poet, eseist.
- Leen Deij (olandez; 1919-2011) – poet, eseist.
- István Ertl (maghiar; n. 1965) – poet, eseist, jurnalist, traducător, pamfletist.
- John Francis (englez; 1924-2012) – prozator, poet.
- Lina Gabrielli (italiancă; 1930-2016) – poetă, eseistă.
- Ronald Cecil Gates (australian; 1923-2018) – prozator.
- Aldo de’ Giorgi (italian; 1924-2003) – poet, eseist.
- Mihail Gișpling (evreu, născut în Uniunea Sovietică; 1924-2017) – poet.
- Bernard Golden (evreu, născut în SUA; 1925-2008) – prozator, eseist.
- Antoni Grabowski (polonez; 1857-1921) – poet, traducător.
- Edwin Grobe (american; 1927-2015) – prozator, traducător.
- Paul Gubbins (englez; 1949-2016) – dramaturg, jurnalist, eseist.
- Sten Johansson (suedez; n. 1950) – prozator, eseist, traducător.
- Kálmán Kalocsay (maghiar; 1891-1976) – poet, eseist, traducător.
- Lena Karpunina (rusoaică; 1963-2013) – prozatoare.
- Carmen Mallia (maltez; n. 1929) – poet, prozator, eseist, traducător.
- Geraldo Mattos (brazilian; 1931-2014) – poet, eseist.
- Miyamoto Masao (japonez; 1913-1989) – poet, traducător.
- Julian Modest (bulgar; n. 1952) – prozator, dramaturg.
- Abel Montagut (catalan; n. 1953) – jurnalist, prozator, poet.
- István Nemere (maghiar; n. 1944) – prozator.
- Mauro Nervi (italian; n. 1959) – poet, eseist.
- Gonçalo Neves (portughez; n. 1964) – poet, prozator.
- Karel Pič (ceh; 1920-1995) – prozator, poet.
- Julia Pióro (poloneză; 1902-1988) – poetă.
- Claude Piron (elvețian, născut în Belgia; 1931-2008) – prozator, poet, eseist, traducător.
- Baldur Ragnarsson (islandez; 1930-2018) – poet, eseist.
- Jean Ribillard (francez; 1904-1962) – prozator.
- Richard Schulz (german; 1906-1997) – poet.
- Raymond Schwartz (francez; 1894-1973) – prozator, poet.
- Manuel de Seabra (portughez; 1932-2017) – prozator.
- Sabira Shun (finlandeză; n. 1969) – prozatoare, eseistă, traducătoare.
- Giorgio Silfer (elvețian, născut în Italia; n. 1949) – poet, prozator, eseist.
- Tivadar Soros (evreu, născut în Austro-Ungaria; 1894-1968) – prozator, jurnalist.
- Trevor Steele (australian; n. 1940) – prozator.
- Spomenka Štimec (croată; n. 1949) – prozatoare.
- Štěpán Urban (ceh; 1913-1974) – prozator, poet.
- Eli Urbanová (cehoaică; 1922-2012) – poetă, prozatoare.
- Vladimir Varankin (rus; 1902-1938) – prozator.
- Gaston Waringhien (francez; 1901-1991) – poet, eseist, traducător.
- Ludovic Lazar Zamenhof (evreu, născut în Rusia Țaristă; 1859-1917) – Creatorul limbii Esperanto,poet, traducător.

Din România s-au remarcat: Sándor Beier (1913-1992; poet și prozator), Mișu Beraru (1904-1938; poet), Aurel Boia (1913-1998; poet și traducător), Constantin Dominte (1944-2006; prozator și traducător), Júlia Sigmond (1929-2020; prozatoare, poetă și traducătoare).
Cei mai remarcabili traducători din literatura română în esperanto sunt: Constantin Dominte, Petre Firu, Eugenia Morariu, Tiberiu Morariu, Jozefo E. Nagy, Ionel Oneț, Iosif Petrin, Sigismund Prager.